# Stelis carcharodonta
Stelis carcharodonta är en orkidéart som beskrevs av Germán Carnevali och Gustavo Adolfo Romero. Stelis carcharodonta ingår i släktet Stelis och familjen orkidéer. Inga underarter finns listade i Catalogue of Life.